# 盐豆木属
铃铛刺属（学名：Halimodendron），也称盐豆木属，是蝶形花科下的一个属，为落叶灌木植物。仅有铃铛刺（盐豆木）一种，分布于高加索、西亚和北亚。中国主要分布在新疆和内蒙古，西北也多栽培。

## 下属物种
- 铃铛刺 Halimodendron halodendron